# Elaine Middleton
Dame Elaine Madoline Middleton DCMG MBE (tên khai sinh: Kerr) là nhà giáo dục, công chức và nhân viên từ thiện người Belize. Bà là người phụ nữ đầu tiên đứng đầu một bộ phận trong lĩnh vực Dịch vụ công cộng ở Belize.
Middleton sinh ra ở thành phố Belize, Honduras thuộc Anh, là con gái của Leolin (tên khai sinh: Gillett) và Elston Kerr. Bà sống với dì và chú từ năm 4 tuổi. Middleton là một trong những sinh viên đầu tiên được chấp nhận vào trường Cao đẳng Sư phạm ở Belize (hiện là một phần của Đại học Belize). Sau đó, bà giảng dạy nhiều năm tại các trường Cứu thế quân và Phong trào Giám lý ở Thành phố Belize, làng Gales Point và thị trấn Dangriga. Năm 1957, Middleton thôi giảng dạy và gia nhập Bộ Phát triển Xã hội với tư cách là một nhân viên quản chế. Cuối cùng, bà trở thành người đứng đầu bộ phận và bà là người phụ nữ đầu tiên giữ vị trí đó trên toàn bộ lĩnh vực dịch vụ công cộng ở Belize. Trong khả năng đó, bà đã sáng lập phong trào 4-H ở Belize. Bà xây nhà trẻ em và trường học, thành lập Văn phòng Phụ nữ đầu tiên.
Năm 1981, Middleton thôi làm ở lĩnh vực dịch vụ công cộng để trở thành tổng giám đốc Hội chữ thập đỏ Belize. Middleton rời Belize năm 1983 vì lý do gia đình, chuyển đến Los Angeles, California. Năm 1994, bà hồi hương và làm giám đốc điều hành Ủy ban Quốc gia Gia đình và Trẻ em cho đến năm 1998. Bà đã vận động hành lang thành công để thông qua Đạo luật Gia đình và Trẻ em.
Middleton sau đó là chủ tịch của YWCA Belize (Hiệp hội Phụ nữ trẻ theo Kitô giáo trên Thế giới) từ năm 2002 đến 2009, đồng thời là thành viên hội đồng quản trị của trường Đại học Wesley. Bà nhận Huân chương Đế quốc Anh (MBE) năm 1976, và Huân chương Thánh Michael và Thánh George (DCMG) năm 1998, vì "phục vụ hết mình cho giáo dục và cộng đồng".